# Glomus macrocarpum

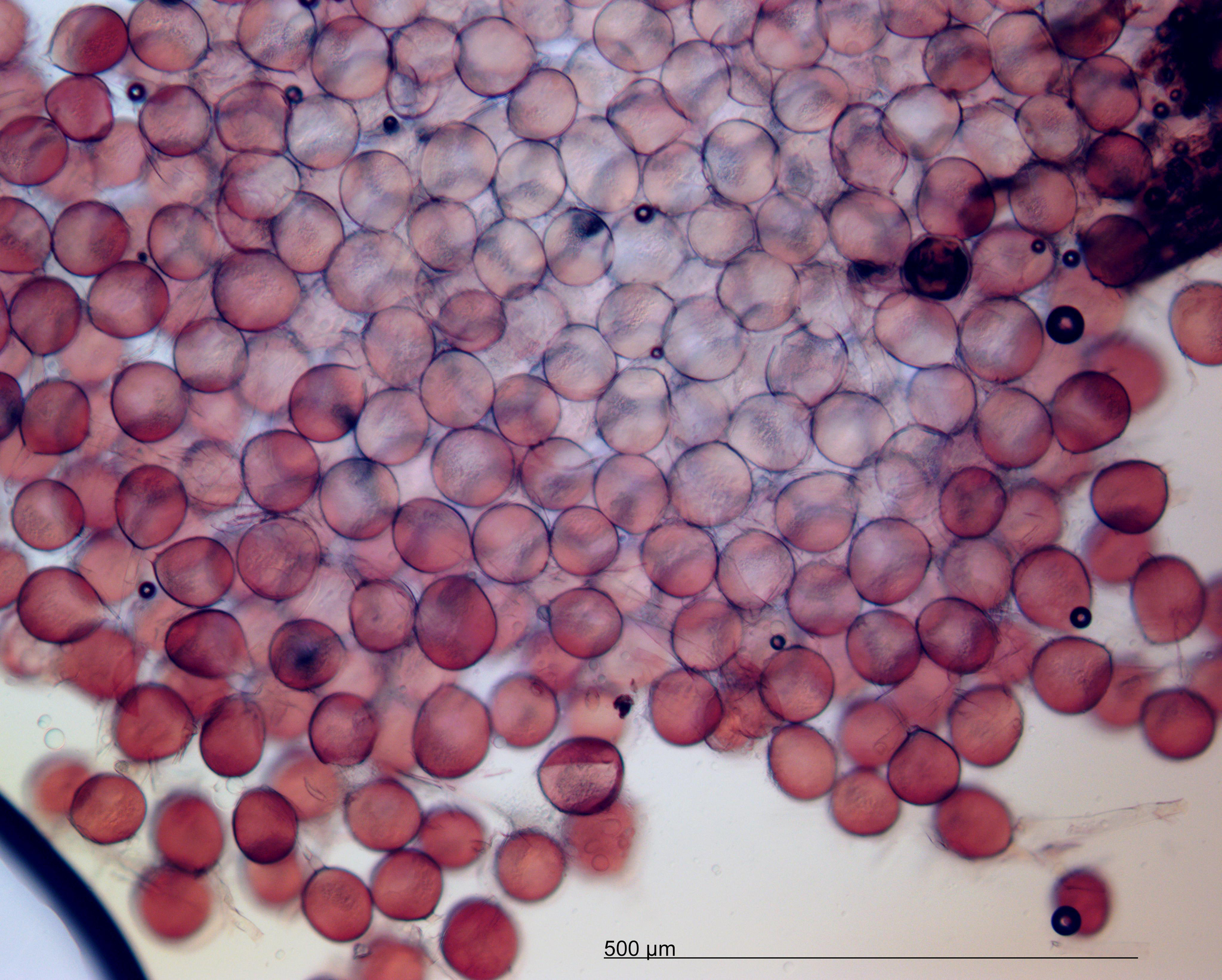
Zarodniki

Glomus macrocarpum Tul. & C. Tul. – gatunek grzybów należący do rodziny Glomeraceae, typ nomenklatoryczny rodzaju Glomus.

## Systematyka i nazewnictwo
Pozycja w klasyfikacji według Index Fungorum: Glomus, Glomeraceae, Glomerales, Incertae sedis, Glomeromycetes, Incertae sedis, Glomeromycota, Fungi.
Po raz pierwszy opisali go w 1845 r. bracia Louis René Tulasne i Charles Tulasne we Francji. Nazwa gatunkowa pochodzi od greckiego słowa macrocarpus, znaczącego wielkoowocnikowy. Synonimy:
- Endogone guttulata E. Fisch. 1923
- Endogone macrocarpa (Tul. & C. Tul.) Tul. & C. Tul. 1851
- Endogone macrocarpa (Tul. & C. Tul.) Tul. & C. Tul. 1851, var. macrocarpa
- Endogone nuda Petch 1925
- Endogone pampaloniana Bacc. 1903
- Paurocotylis fulva var. zealandica Cooke 1879

## Morfologia i rozwój
Tworzy mały owocnik, zwykle o średnicy do około 12 milimetrów, kształcie od kulistego, półkulistego i wydłużonego do nieregularnego i barwie od żółtobrązowej do jasnobrązowej. Ma bardzo delikatną strukturę i często w owocnik wbudowane jest podłoże, na którym występuje (gleba). Jeśli perydium jest obecne, jest białe i ma watowatą konsystencję.
Strzępki cylindryczne, szkliste, o średnicy od 12 do 25 µm. Wytwarzają zarodniki i chlamydospory o średnicy 100 do 350 µm i barwie od żółtej do żółtobrązowej. Chlamydospory są przetrwalnikami umożliwiającymi grzybowi pozostanie w stanie uśpienia podczas warunków nieodpowiednich do kiełkowania. Po osiągnięciu odpowiednich warunków kiełkowania chlamydospory tworzą strzępki rostkowe, które wywierają nacisk na powierzchnię rośliny i przenikają do różnych jej komórek, w których tworzą z rośliną endomykoryzę. Na powierzchni owocników często widoczne są zarówno młode, jak i dojrzałe chlamydospory.
Badania w mikroskopie elektronowym wykazały, że zarodniki mają dwie warstwy ścian zawierające włókienka, a pomiędzy nimi występuje niewielka strefa separacji. Zawartość zarodników to globulki lipidowe będące źródłem energii dla zarodników.
Znane są wyłącznie formy rozmnażające się bezpłciowo (anamorfy). U niektórych gatunków Glomus zidentyfikowano białka wykrywające feromony płciowe. Obecność tych białek wyczuwających wskazuje, że gatunki tego rodzaju mogą nie być całkowicie bezpłciowe, jednak jak dotąd nie zauważono rozmnażania płciowego.

## Występowanie i siedlisko
Występuje na całym świecie, znaleziono go nawet w Antarktyce. Mykoryzowy grzyb podziemny. Żyje w glebie, tworząc endomykoryzę z korzeniami roślin.